# São Thomé das Letras (ort)
São Thomé das Letras är en ort i Brasilien.   Den ligger i kommunen São Thomé das Letras och delstaten Minas Gerais, i den sydöstra delen av landet, 700 km söder om huvudstaden Brasília. São Thomé das Letras ligger 1 275 meter över havet och antalet invånare är 6 655.
Terrängen runt São Thomé das Letras är platt västerut, men österut är den kuperad. São Thomé das Letras ligger uppe på en höjd. Runt São Thomé das Letras är det glesbefolkat, med 17 invånare per kvadratkilometer.. São Thomé das Letras är det största samhället i trakten.
Omgivningarna runt São Thomé das Letras är huvudsakligen savann.